# Jižní Vítkovský tunel
Jižní Vítkovský tunel je železniční tunel č. 503 na katastrálním území Žižkov, kterým vedou železniční tratě 070, 091, 221, 231 v km 1,432–2,7974 mezi stanicí Praha hlavní nádraží a Praha-Vysočany/Praha-Holešovice.

## Historie
Vítkovské tunely byly postaveny v letech 2004–2011 v rámci výstavby Nové spojení. Tunely byly raženy v období 2004–2008 firmami Metrostav (jižní tunel) a Subterra (severní tunel) podle projektu firmy Sudop Praha a do provozu byly dány v září 2008.

## Geologie a geomorfologie
Tunel se nachází v geomorfologické oblasti Brdská podsoustava, celku Pražská plošina s podcelkem Říčanská plošina s okrskem Úvalská plošina.
Tunel byl ražen ve vrchu Vítkov v horninách středního ordoviku, ve styku šáreckých břidlic a skaleckých vrstev. Šárecké břidlice jsou tmavošedé prachovito-jílovité břidlice. Skálecké vrstvy jsou tvořeny lavicovitě vrstevnatými křemenci a křemitými pískovci. Nadloží je od 4,5 m, nad severním tunelem v oblasti výjezdního portálu, do 45 m. V oblasti Národního památníku je 42 m.
Tunel leží v nadmořské výšce 215 m, je dlouhý 1365 m.

## Popis
Dvoukolejný tunel byl ražen v podélné ose vrchu Vítkov s protisměrnými oblouky o poloměru min. 600 m mezi stanicemi Praha hlavní nádraží a Praha-Vysočany/Praha-Holešovice a je ve vzdálenosti od 30 m do 60 m od druhého tunelu. Tunely v podzemí kříží podchod pro pěší ze Žižkova do Karlína (asi 6 m pod tunelem), kanalizační stoku a energokanál Pražačka. Na vzdálenost asi 34 m se přibližují ke krytům civilní obrany (CO). Oba tunely jsou propojeny čtyřmi propojovacími chodbami. Před portály jsou nástupní plochy pro požární techniku.
Výstavbu prováděla firma Metrostav. Ražba byla zahájena 27. května 2005 a dokončena 23. května 2006.
Portály obou tunelů jsou řešeny jako sdružené. Portálové části byly postavené v otevřené hloubené jámě o celkové délce 114 m a v délce 1250 m byl tunel ražen. Ostění tunelu je dvouplášťové, v portálech mají tvar podkovy a na exponovaných místech je protiklenba a ocelová výztuž (např. přechod nad podchodem pro pěší). Na vjezdové straně (západní portál) byla hloubená otevřená jáma dlouhá 45 m s výškou kotvené stěny 24 m, na výjezdové straně (východní portál) byla délka 69,47 m s výškou kotvené stěny 27 m. Ražba tunelů byla provedena dle principu NRTM a vytěžená rubanina z obou tunelů v objemu asi 700 000 m³ byla odvážena po železnici na úložiště mimo hlavní město. Značná část rubaniny byla použita k zpětnému zásypu a na železniční náspy a asi 270 000 m³ bylo přepraveno do lokalit Mstětice, Lužec a Jeneč. Po vyražení části tunelu o profilu 96,22 až 108,13 m² byl proveden nástřik dočasného betonového ostění o tloušťce 200 až 300 mm, vyztužený ocelovou sítí a svorníky o délce tři až šest metrů. Po umístění hydrofolie bylo provedeno trvalé ostění z monolitického betonu z 60 % bez vyztužení a z 40 % s vyztužením. Ostění v klenbě je kruhové o vnitřním poloměru 5,70 m o min. tloušťce 350 mm, které bylo budováno pomocí posuvného bednění v délkách 12,5 m. Směrem k boční drenáži se tloušťka ostění zesiluje až na 600 mm. Světlá výška je 8,45 m, min. šířka v ose 11,40 m. V tunelu jsou záchranné výklenky ve vzdálenosti 25 m od sebe.
Při budování tunelů byly sledovány stavby na povrchu, zejména jezdecká bronzová socha Jana Žižky z Trocnova, která byla staticky zabezpečena proti vibracím při odstřelu horniny v tunelech. Citlivé měřící přístroje byly umístěny v podzemním krytu CO.